# Chengdong (socken i Kina, Guangxi, lat 25,22, long 109,40)
Chengdong (kinesiska: 城东乡, 城东) är en socken i Kina. Den ligger i den autonoma regionen Guangxi, i den södra delen av landet, omkring 290 kilometer norr om regionhuvudstaden Nanning.
Genomsnittlig årsnederbörd är 2 212 millimeter. Den regnigaste månaden är juni, med i genomsnitt 476 mm nederbörd, och den torraste är januari, med 67 mm nederbörd.